# 永田正道
永田 正道（ながた まさみち 宝暦2年（1752年） - 文政2年4月22日（1819年5月15日））は、江戸時代中期から後期の旗本。官位は備後守。通称は千次郎、左兵衛、与左衛門。家禄150俵。妻は永田政行の娘。後妻は豊田友政の娘。婿養子に正邦（鵜殿長称の子）。

## 生涯
菊沢富章の子として生まれ、勘定を務めた姉の夫である永田政行の婿養子となる。
明和6年（1769年）に勘定となり、安永3年（1774年）に養父が没し家督を継承、東海地方や伊勢国の河川改修普請に尽力する。安永7年（1778年）評定所留役の補佐となり、石清水八幡宮の改修普請を監督する。
安永9年（1780年）評定所留役に昇進。天明7年（1787年）に勘定組頭となり、翌年久能山東照宮、宝台院の修復を行う。同年清水徳川家用人に昇進し、のちに布衣を着ることを許され、番頭に転じた。
寛政7年（1795年）に貞章院の用人なり、同9年（1797年）江戸城西ノ丸広敷用人となる。文化7年12月14日に勘定奉行となり、翌年4月20日、江戸北町奉行小田切直年が在任中に没したため、後任として同月25日北町奉行として着任した。
文政2年（1819年）、在任中に没した。